# Commissione Agricoltura e produzione agroalimentare del Senato della Repubblica
La commissione permanente 9ª Agricoltura e produzione agroalimentare è stato un organo del Senato della Repubblica italiana. A partire dalla XIX legislatura è stata accorpata alla commissione 10ª Industria, commercio, turismo per costituire la nuova commissione 9ª Industria, commercio, turismo, agricoltura e produzione agroalimentare.

## Funzione
Le competenze della Commissione riguardavano il settore primario, inteso come complesso delle attività legate allo sfruttamento del suolo a scopo di produzione agroalimentare, ossia agricoltura, allevamento, pesca e selvicoltura.
Inoltre, la Commissione si occupava di tutto ciò che attiene alla filiera dei prodotti agroalimentari, dalla produzione alla trasformazione, fino alla commercializzazione e promozione sui mercati interno e internazionale.
Nello svolgimento della sua attività, la Commissione teneva conto sia delle competenze spettanti nelle materie di riferimento alle Regioni e alle Province autonome, sia del quadro normativo europeo, con particolare riferimento all'applicazione delle regole derivanti dalla Politica agricola comune (PAC) dell'Unione europea.

## Composizione
La Commissione era composta da circa 25 senatori (di cui due segretari, due vicepresidenti e un presidente) scelti in modo omogeneo tra i componenti del Senato della Repubblica, in modo da rispecchiarne le forze politiche presenti. Essi erano scelti dai gruppi parlamentari (e non dal Presidente, come invece accadeva per l'organismo della Giunta parlamentare): per la nomina dei membri ciascun Gruppo, entro cinque giorni dalla propria costituzione, procedeva, dandone comunicazione alla Presidenza del Senato, alla designazione dei propri rappresentanti nelle singole Commissioni permanenti.
Ogni senatore chiamato a far parte del governo o eletto presidente della Commissione era, per la durata della carica, sostituito dal suo gruppo nella Commissione con un altro senatore, che continuava ad appartenere anche alla Commissione di provenienza. Tranne in rari casi nessun Senatore poteva essere assegnato a più di una Commissione permanente. Le Commissioni permanenti erano rinnovate dopo il primo biennio della legislatura ed i loro componenti potevano essere confermati, ma i gruppi parlamentari potevano cambiare i propri membri autonomamente in qualsiasi momento, sostituendoli, aggiungendoli o rimuovendoli, modificando di conseguenza anche il numero totale dei componenti della Commissione..

## Presidenti
| N°                                         | Presidente     | Presidente     | Presidente                           | Gruppo parlamentare                                                                            | Mandato           | Mandato           | Legislatura  |
| N°                                         | Presidente     | Presidente     | Presidente                           | Gruppo parlamentare                                                                            | Inizio            | Fine              | Legislatura  |
| ------------------------------------------ | -------------- | -------------- | ------------------------------------ | ---------------------------------------------------------------------------------------------- | ----------------- | ----------------- | ------------ |
| 8ª Agricoltura e alimentazione             |                |                |                                      |                                                                                                |                   |                   |              |
| 1                                          |                |                | Giovanni Pallastrelli (1881–1959)    | Democratico Cristiano                                                                          | 16 giugno 1948    | 28 luglio 1950    | I (1948)     |
| 2                                          |                |                | Rocco Salomone (1883–1960)           | Democratico Cristiano                                                                          | 29 luglio 1950    | 24 giugno 1953    | I (1948)     |
| 3                                          |                |                | Vincenzo Menghi (1888–1972)          | Democratico Cristiano                                                                          | 28 luglio 1953    | 11 giugno 1958    | II (1953)    |
| 3                                          | 10 luglio 1958 | 15 maggio 1963 | Vincenzo Menghi (1888–1972)          | Democratico Cristiano                                                                          | III (1958)        |                   |              |
| 8ª Agricoltura e foreste                   |                |                |                                      |                                                                                                |                   |                   |              |
| 4                                          |                |                | Angelo Di Rocco (1896–1968)          | Democratico Cristiano                                                                          | 5 luglio 1963     | 4 giugno 1968     | IV (1963)    |
| 5                                          |                |                | Dante Schietroma (1917–2004)         | Partito Socialista Italiano                                                                    | 18 luglio 1968    | 13 dicembre 1968  | V (1968)     |
| 6                                          |                |                | Manlio Rossi Doria (1905–1988)       | Partito Socialista Italiano                                                                    | 27 febbraio 1969  | 30 settembre 1971 | V (1968)     |
| 9ª Agricoltura                             |                |                |                                      |                                                                                                |                   |                   |              |
| -                                          |                |                | Manlio Rossi Doria (1905–1988)       | Partito Socialista Italiano                                                                    | 1º ottobre 1971   | 24 maggio 1972    | V (1968)     |
| 7                                          |                |                | Arnaldo Colleselli (1918–1988)       | Democrazia Cristiana                                                                           | 11 luglio 1972    | 4 luglio 1976     | VI (1972)    |
| 8                                          |                |                | Emanuele Macaluso (1924–2021)        | Comunista                                                                                      | 27 luglio 1976    | 19 giugno 1979    | VII (1976)   |
| 9                                          |                |                | Anselmo Martoni (1921–2002)          | Partito Socialista Democratico Italiano                                                        | 11 luglio 1979    | 19 giugno 1980    | VIII (1979)  |
| 10                                         |                |                | Riode Finessi (1929–2003)            | Partito Socialista Italiano                                                                    | 2 luglio 1980     | 11 luglio 1983    | VIII (1979)  |
| 11                                         |                |                | Carlo Baldi (1926–2016)              | Democratico Cristiano                                                                          | 11 agosto 1983    | 1º luglio 1987    | IX (1983)    |
| 9ª Agricoltura e produzione agroalimentare |                |                |                                      |                                                                                                |                   |                   |              |
| 12                                         |                |                | Gianuario Carta (1931–2017)          | Democratico Cristiano                                                                          | 5 agosto 1987     | 27 settembre 1989 | X (1987)     |
| 13                                         |                |                | Gianpaolo Mora (1928–2016)           | Democratico Cristiano                                                                          | 27 settembre 1989 | 22 aprile 1992    | X (1987)     |
| 14                                         |                |                | Paolo Micolini (1938–2016)           | Democratico Cristiano                                                                          | 17 giugno 1992    | 14 dicembre 1993  | XI (1992)    |
| 15                                         |                |                | Giovanni Battista Rabino (1931–2020) | Partito Popolare Italiano - Democrazia Cristiana                                               | 14 dicembre 1993  | 14 aprile 1994    | XI (1992)    |
| 16                                         |                |                | Francesco Ferrari (1946–)            | Partito Popolare Italiano                                                                      | 1º giugno 1994    | 8 maggio 1996     | XII (1994)   |
| 17                                         |                |                | Concetto Scivoletto (1945–)          | Democratici di Sinistra - l'Ulivo                                                              | 5 giugno 1996     | 29 maggio 2001    | XIII (1996)  |
| 18                                         |                |                | Maurizio Ronconi (1953–)             | Unione dei democratici cristiani e dei democratici di centro (CCD-CDU)                         | 26 giugno 2001    | 27 aprile 2006    | XIV (2001)   |
| 19                                         |                |                | Stefano Cusumano (1948–)             | Misto-Popolari-Udeur (2006-2008) Partito Democratico-L'Ulivo (2008)                            | 6 giugno 2006     | 28 aprile 2008    | XV (2006)    |
| 20                                         |                |                | Paolo Scarpa Bonazza Buora (1957–)   | Il Popolo della Libertà                                                                        | 22 maggio 2008    | 14 marzo 2013     | XVI (2008)   |
| 21                                         |                |                | Roberto Formigoni (1947–)            | Il Popolo della Libertà (2013) Alternativa Popolare - Centristi per l'Europa - NCD (2013-2018) | 7 maggio 2013     | 22 marzo 2018     | XVII (2013)  |
| 22                                         |                |                | Gianpaolo Vallardi (1962–)           | Lega-Salvini Premier-Partito Sardo d'Azione                                                    | 21 giugno 2018    | 12 ottobre 2022   | XVIII (2018) |

## Procedure
La Commissione veniva convocata per la prima volta dal presidente del Senato per procedere alla propria costituzione. L'Ufficio di Presidenza della Commissione, integrato dai rappresentanti dei gruppi, predisponeva il programma e il calendario dei lavori, che erano stabiliti in modo da assicurare l'esame in via prioritaria dei disegni di legge e degli altri argomenti compresi nel programma e nel calendario dell'Assemblea. Quando la discussione di un determinato argomento, anche non compreso nel programma, fosse stata richiesta da almeno un quinto dei componenti della Commissione, l'inserimento nell'ordine del giorno in tempi brevi era rimesso all'Ufficio di Presidenza della Commissione stessa. Al termine di ciascuna seduta, di norma, il presidente della Commissione annunciava la data, l'ora e l'ordine del giorno della seduta successiva e veniva di conseguenza stampato e pubblicato l'ordine del giorno.